# Rogier van Leefdael (1270)
Rogier of Rutger van Leefdael (ca. 1270 - 29 januari 1334) was een vooraanstaand edelman in het hertogdom Brabant en een naaste medewerker van de hertog. Hij was ridder, burggraaf van Brussel, drossaard van Brabant, opperjachtmeester en raadgever van de hertog van Brabant, heer van Oirschot, Eckart, Perk en Hilvarenbeek. 
Rogier was de zoon van Lodewijk van Leefdael en Beatrix Santin. Hij trouwde in 1318 met Agnes van Kleef-Hülchrath (overleden 17 mei 1338 - begraven in de Sint-Goedelekerk te Brussel). Zij was een kleindochter van Diederik VII van Kleef en de dochter van Dirk van Kleef graaf van Hülchrath en Lisa van Virneburg (overleden 6 september 1304). Hun kinderen waren:
- Jan van Leefdael
- Lodewijk III van Leefdael
- Isabel van Leefdael
- Margriet van Leefdael
- Catharina van Leefdael, overleden 13 april 1361, trouwde met Gijsbert V van Bronckhorst
- Elisabeth van Leefdael-Grimbergen (1320-1347), trouwde in 1340 met Willem van Pietersheim (1320-1355) heer van Pietersheim
- Agnes van Leefdael

De eerste vermelding van Rogier is in 1306, wanneer hij optreedt als drossaart van Brabant. In 1310 wordt hij vermeld als ridder en getuige bij het huwelijk van hooggeplaatsten. Vaak trad hij samen met Otto van Cuijk op in dergelijke aangelegenheden.
In 1312 werd hij beleend met Eckart. In 1318 werd hij genoemd als hoogschout van de meierij van 's-Hertogenbosch. In 1320 kocht hij de heerlijkheid Oirschot en verwierf hij de heerlijkheid Perk van Gozewijn van Utenhove. In 1328 kocht hij de heerlijkheid Hilvarenbeek, waartoe ook Diessen behoorde.
Hij was juridisch onderlegd, zoals blijkt uit de ambten die hij vervulde. Zo wordt hij beschouwd als de eerste kanselier van Brabant. Ook de minstrelen en andere literatoren van zijn tijd stelden hem op prijs. Hij figureert in twee werken van Jan van Boendale, wiens grote leerdicht Der leken spieghel (1325-1330), een boek met leefregels voor het volk dat was afgeleid van de veel oudere Romeinse Disticha Catonis, was opgedragen aan het echtpaar Agnes van Cleef en Rogier van Leefdale.
Hij is begraven in de Sint-Goedelekerk te Brussel in de kapel die hij had geschonken. Dit "Koor van Leefdaal" is in 1536 geruimd.